# Anhalt-Plötzkau
El principat (comtat) d'Anhalt-Plötzkau fou un estat del Sacre Imperi Romanogermànic amb centre a la població de Plötzkau.
Va sorgir per primer cop el 1544 per divisió d'Anhalt-Dessau quan va ser assignat a Jordi III, un dels fills d'Ernest I d'Anhalt-Dessau. Però va morir el 1553 i el principat va passar als seus nebots d'Anhalt-Zerbst.
El 1603 es va crear per segona vegada en la partició d'Anhalt-Zerbst (que emprava el nom d'Anhalt-Dessau), corresponen a Ausgust, el quart fill de Joaquin Ernest. El 1665 Leberecht de Plötzkau va heretar una part de Köthen, però va cedir part del seu propi territori patrimonial al seu cosí Víctor Amadeu d'Anhalt-Bernburg a canvi de la resta de Köthen. Llavors els prínceps d'Anhalt-Plötzkau van agafar el nom d'Anhalt-Köthen.

## Primer principat
- Jordi III 1544-1553[3]

## Segon principat
- August 1603-1653
- Ernst Gottlieb 1653-1654
- Leberecht 1654-1665 (+1669)
- El 1665 adquireix Köthen i adopta el nom de'Anhalt-Köthen